# لويس فيندلاي واتسون
لويس فيندلاي واتسون هو سياسي أمريكي، ولد في 14 أبريل 1819 في مقاطعة كروفورد في الولايات المتحدة، وتوفي في 25 أغسطس 1890. نشط حزبياً في الحزب الجمهوري. وقد انتخب عضو مجلس النواب الأمريكي ‏.